# اساسینز کرید: خاکسترها
اساسینز کرید: خاکسترها (به انگلیسی: Assassin's Creed: Embers) یک انیمیشن کوتاه از سری اساسینز کرید است که در ۱۵ نوامبر ۲۰۱۱ و توسط استودیو یوبی ساخته شد. این انیمیشن، توسط یوبی‌سافت مونترال و در ادامه بازی اساسینز کرید: افشاگری‌ها منتشر شد
وقایع این انیمیشن، مربوط به سال‌های پایانی عمر اتزیو آئودیتوره دا فیرنزه، شخصیت محوری بخش تاریخی بازی‌های اساسینز کرید ۲، اساسینز کرید: برادری و اساسینز کرید: افشاگری‌ها است. چگونگی مرگ اتزیو در این انیمیشن نمایش داده می‌شود.